# Pseudomedon obsoletus
Pseudomedon obsoletus är en skalbaggsart som först beskrevs av Alexander von Nordmann 1837.  Pseudomedon obsoletus ingår i släktet Pseudomedon, och familjen kortvingar. Arten är reproducerande i Sverige.